# Dianetics
Dianetics (Dianetics: The Modern Science of Mental Health, noto anche con i titoli Dianetics: la scienza moderna della salute mentale e Dianetics: la forza del pensiero sul corpo) è un libro del 1950 di L. Ron Hubbard; fu il primo libro dove Hubbard espose le idee che un anno e mezzo dopo portarono alla nascita di Scientology. Il testo illustra i principi fondamentali della mente e dello spirito elaborati da L. Ron Hubbard ed è considerato un testo base di Scientology.
Il libro, appena messo sul mercato statunitense, rimase per 28 settimane nella lista dei best seller del New York Times. A oggi ha venduto più di 20 milioni di copie. In Italia fu pubblicato da Gherardo Casini Editore nel 1951 col titolo Dianetica ed è pubblicato in altre 50 lingue da New Era Publications International.
Le tesi esposte non hanno avuto nessuna dimostrazione scientifica e sono ritenute un esempio di pseudoscienza.
Più in generale Dianetics indica l'insieme di idee e di procedure che concernono lo spirito, la mente e il corpo elaborate da L. Ron Hubbard. La parola Dianetics è un marchio d'impresa registrato di proprietà del Religious Technology Center.

## Storia editoriale
Nel 1948 L. Ron Hubbard titolò un proprio manoscritto Abnormal Dianetics. Il titolo, secondo l'autore, voleva indicare la ragione dei comportamenti anormali e irrazionali. Il manoscritto non era destinato a una pubblicazione ufficiale. Fu invece fatto circolare un numero limitato di copie fra pochi amici selezionati. Lo stesso libro verrà pubblicato solo nel 1951 col titolo "Dianetics: The Original Thesis". Nell'inverno del 1949, il bollettino del Club degli Esploratori, di cui L. Ron Hubbard era membro, includeva un saggio che anticipava Dianetics dal titolo Terra Incognita: The Mind ("La mente: terra incognita"). Agli inizi del 1950 venne fondato l'Hubbard Dianetic Research Foundation al fine di diffondere la conoscenza della nuova terapia e svolgere ulteriori ricerche.
Oltre a Campbell, aderì alle teorie di Hubbard il dott. Joseph Winter, medico generico di St. Joseph, Michigan. Winter ne fu dapprima incuriosito, poi assistendo a numerose sedute (così come saranno poi descritte in Dianetics) ne fu favorevolmente impressionato anche se mantenne qualche riserva, in relazione sia all'assolutismo di Hubbard sia alla sua inclinazione a fare generalizzazioni indiscriminate. Winter, prima della pubblicazione di Dianetics, per guadagnare credibilità scientifica cercò di pubblicare "un breve riassunto dei principi e della metodologia della terapia", ma sia il Journal of the American Medical Association sia l'American Journal of Psychiatry rifiutarono la pubblicazione del documento, ritenendo che non contenesse sufficienti prove cliniche sull'efficacia della tecnica.
Le teorie esposte in Dianetics furono presentate al pubblico per la prima volta in un articolo pubblicato sul numero di maggio 1950 della rivista di fantascienza Astounding Science Fiction. Presentazione preceduta da un editoriale del marzo 1950 dal titolo "Of Human Memory" sulla stessa rivista.
John W. Campbell, direttore di Astounding, fu tra i primi a credere che Hubbard avesse scoperto una via scientifica al chiarimento dei misteri della psiche umana.
Il libro fu pubblicato per la prima volta il 9 maggio 1950 a New York. Secondo Régis Dericquebourg, docente di sociologia delle religioni a Lilla (Francia), "il libro divenne immediatamente un best seller e portò alla creazione di organizzazioni di Dianetics. A quell'epoca Dianetics si occupava unicamente della mente, considerandola il mezzo per alleviare i traumi mentali dell'individuo". Il libro venne dedicato al filosofo Will Durant. Il 2 luglio sul The New York Times Rollo May, psicologo e scrittore, recensisce il libro sostenendo, in un articolo di tre colonne, che si trattava di una forma super semplificata della normale psicoterapia, mescolata a vaghe suggestioni ipnotiche.. Altre critiche arrivarono da una rivista statunitense di politica e cultura, The New Republic, dove Martin Gumpert, medico tedesco recensiva il libro come una sfrontata e immodesta miscela di sciocchezze totali e comunissimo buon senso, presi da scoperte note da molto tempo mascherate e distorte da una terminologia fantasiosa (crazy) inventata sul momento
Le critiche provenienti dalla comunità scientifica tuttavia non fermarono le vendite e il libro rimase per 28 settimane nella lista dei best-seller del New York Times. Con il successo del libro la fondazione propose con grande riscontro di pubblico i primi corsi della durata di un mese per diventare auditor di Dianetics a un prezzo di circa 500 dollari a partecipante. Il libro venne pubblicato in Italia un anno più tardi da Gherardo Casini Editore col titolo Dianetica. La dispendiosa e poco oculata gestione dell'Hubbard Dianetic Research Foundation spinge Hubbard a cercare un nuovo socio, lo trova in Don Purcell con il quale dà vita alla "Hubbard Dianetic Foundation di Wichita".
Agli inizi del 1952, un tribunale statunitense sancisce che la seconda fondazione debba accollarsi i debiti della prima, determinando così il tracollo finanziario della fondazione. La contabilità finale della Hubbard Dianetic Foundation di Wichita rivelò introiti per 142.000 $ ed uscite per 205.000 $. I beni della Fondazione comprendevano principalmente i copyright su tutti i nastri, libri, tecniche, procedimenti e varie ed eventuali di Dianetics, compreso il nome.. Nell'aprile del 1952 Hubbard si recò a Phoenix, Arizona, dove i suoi fedeli assistenti lo attendevano per l'apertura della sede centrale della Hubbard Association of Scientologists. Quando è stato tradotto e pubblicato in Cina nel 1989, in 20 giorni sono stati vendute 200.000 copie nella città di Harbin. Dianetics edito in Italia da New Era Publications, è comparso nelle seguenti liste italiane di best seller: Demoskopea (1984), Oggi Tuttolibri (1986), La Stampa Tuttolibri (1989), Reporter (1989). Nel 1989 l'edizione tascabile è finalista nei primi 5 posti su 200 titoli nella categoria saggistica del "Premio nazionale di Latina per il Tascabile".

## Contenuti

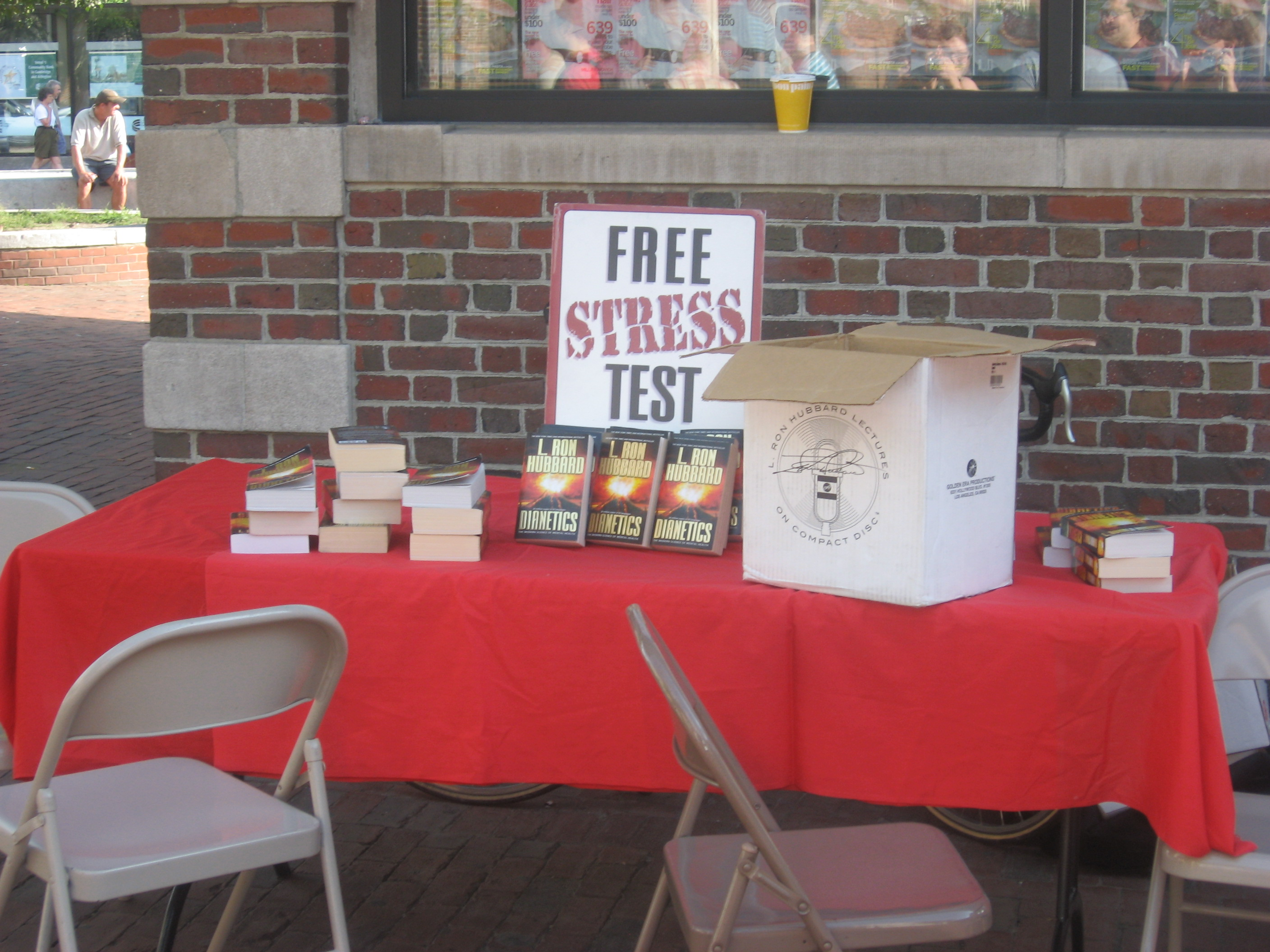
Banco che vende Dianetics e offre un test per misurare lo stress

Il libro Dianetics: The Modern Science of Mental Health viene presentato come scientificamente rivoluzionario dallo stesso Hubbard che scrive:
(L. Ron Hubbard, Dianetics: la forza del pensiero sul corpo, 2007, pag. 10.)
E aggiunge che "Dianetics ha scoperto e dimostrato in base a esperimenti scientifici e di laboratorio qual è l'unica fonte dei disturbi mentali." (pag. 11)
Secondo Fumio Sawada, ottavo detentore dei segreti dello Shinto "Hubbard spiega come si possa raggiungere lo stato noto come Clear, in cui si è liberi da quella che viene chiamata mente reattiva. Potrebbe essere paragonato allo stato di Satori o persino di Naikan nel Buddismo. Presenta analogia anche con alcune religioni scintoiste".
Secondo Hubbard:
- "il daltonismo è relativo o a gradi per cui i colori appaiono meno brillanti, opachi o, al massimo grado, del tutto assenti. Tutti conoscono persone che detestano i colori 'violenti' e persone invece che li trovano troppo poco 'violenti' per notarli. La variabilità del grado di daltonismo non è mai stata riconosciuta quale fattore psichico, ma è stata solo vagamente ipotizzata come una sorta di condizione mentale quand'anche sia stata notata." (pag. 14)[46]
- "i depositi di calcio possono far 'fischiare' incessantemente le orecchie. La rimozione delle aberrazioni permette al corpo di riassestarsi in direzione del livello ottimale che può raggiungere: il deposito di calcio sparisce e le orecchie smettono di fischiare."(pag. 16)[47]
- "Quando si arriva alla fase degli occhiali (e non a causa degli occhiali), la vista si sta deteriorando per il principio psicosomatico. Questa osservazione è tanto sconsiderata quanto affermare che le mele che cascano dagli alberi obbediscono generalmente alla legge di gravità. Una delle cose che incidentalmente accadono a un Clear è che, se la sua vista non era buona quando era aberrato, generalmente migliorerà in modo marcato e, con un po' di attenzione, riacquisterà col tempo la percezione ottimale." (pag. 16)[48]
- La parte senziente della mente [Ndr: quindi la mente analitica, e quindi il Clear che si è liberato della mente reattiva] [..] è assolutamente incapace di errare (pag. 23)

Ciascun individuo possiede una spinta a sopravvivere che trova espressione nella dimostrazione di virtù positive. Le azioni orientate alla sopravvivenza comportano piacere. In modo simile, l'attività distruttiva porta alla delusione, al fallimento, al dolore e finalmente alla morte. La spinta alla sopravvivenza trova espressione in varie realtà che Hubbard chiama dinamiche (in Dianetics sono 4). La prima riguarda la sopravvivenza dell'individuo, la seconda riguarda la sopravvivenza tramite la procreazione, la terza si riferisce alla sopravvivenza del gruppo e la quarta riguarda la sopravvivenza di tutto il genere umano (pag. 49). Secondo Hubbard la mente è divisa in tre parti: mente analitica, mente reattiva e mente somatica e la maggioranza dei problemi fisici e psichici altro non sono che problemi causati da eventi traumatici da noi registrati e chiamati engram. Eliminati gli engram e con essi la mente reattiva si raggiunge lo stato di Clear, ovvero uno stato in cui l'individuo è in grado di “funzionare” al pieno delle proprie potenzialità. L'eliminazione degli engram avviene attraverso una terapia descritta come Auditing, nel quale il pre-clear si confronta con gli engram della sua mente reattiva con all'assistenza di un auditor. Il risultato dell'auditing è la scomparsa di una molteplicità di malattie.
Hubbard afferma inoltre che
- la terapia di Dianetics può accrescere nell'individuo l'intelligenza, definita in Dianetics stessa come "la capacità di percepire, porre e risolvere problemi" (pag. 50); *"In condizioni di funzionamento eccellenti - quando cioè l'organismo non è aberrato - la mente analitica può influenzare il battito del cuore, le secrezioni endocrine..." (pag. 60)[50]
- "Tutti i muscoli, volontari e 'involontari', possono essere sotto il comando della mente analitica". (pag. 61)
- "Scaricate il contenuto del bank di questa mente e l'artrite sparisce, la miopia migliora, i disturbi cardiaci si attenuano, l'asma sparisce, lo stomaco funziona bene, e l'intera categoria delle malattie si delegua e non torna più". (pag. 65)
- Dianetics è, al momento presente, pronta a includere il cancro e il diabete. Vi sono molte ragioni per supporre che queste malattie siano causate da engram (pag. 115).
- Il clear avrà una intelligenza superiore alla media, grande memoria e grande salute. Il clear è la meta finale di Dianetics. "I Clear non prendono il raffreddore" perché "il comune raffreddore di solito proviene da un engram che lo suggerisce e viene poi rafforzato da un altro engram che contiene effettivamente del muco" (pag. 121).
- Il Clear ha meno probabilità di avere incidenti perché "gli engram predispongono le persone agli incidenti" (pag. 122).
- "Il numero di engram riscontrabili in un primitivo è impressionante." (pag. 165)[51]
- Coniugi aberrati non sono in grado di vivere un matrimonio felice a meno che non si liberino delle loro aberrazioni. Per questo motivo Hubbard si augura che nel futuro la legge "permetterà di sposarsi e di mettere al mondo dei figli solo alle persone non aberrate" (pag. 405).
- Chi è dominato dalla mente reattiva è definito "aberrato": l'aberrato non è responsabile delle sue azioni perché "il controllo che l'aberrato ha delle sue azioni è praticamente nullo" (pag. 508).

A proposito della psichiatria afferma: "Nessun medico o psichiatra di buon senso in possesso di queste informazioni prenderà più in mano gli elettrodi per praticare l'elettroshock, né degnerà di uno sguardo lo scalpello o il rompighiaccio per eseguire un'operazione sui lobi prefrontali, a meno che tale medico o psichiatra non siano completamente aberrati: in tal caso i loro atti nascono non dal desiderio di guarire il paziente, ma dal più completo e vile sadismo a cui gli engram possono portare un uomo."(pag 185)
Hubbard introdusse così quella che considerava una "tecnologia della mente umana": una scienza, secondo Hubbard, capace di eliminare dalla mente dell'uomo quelle che secondo l'autore erano "aberrazioni"(pag. 539).
Hubbard, più in generale, insiste ripetutamente che Dianetics può curare praticamente ogni malanno vi affligga, ripetendo insistentemente che Dianetics è una scienza. Secondo Urbano Alonso Galan, teologo filosofo e ricercatore, "Per alcuni anni, i seguaci di Dianetics si sono attenuti a questo metodo per arrivare allo stato di Clear. Questo stato, così come definito nel libro, costituisce un importante passo avanti nell'eliminazione delle condizioni di sofferenza indesiderata, e innalza l'essere umano a un livello (noto come Thetan) in cui può avere un'esperienza più alta del suo io spirituale".
Oggi Dianetics viene presentata come unico mezzo per la soluzione di tutti i problemi: "il fatto è che c'è una singola fonte per tutti i tuoi problemi, difficoltà, infelicità e insicurezza. Viene chiamata la mente reattiva - la parte nascosta della tua mente che archivia tutte le esperienze dolorose e che poi le usa contro di te. Dianetics ti libera della mente reattiva. È la sola cosa che lo fa".

## Critiche
Bryan R. Wilson, consigliere emerito dell'università di Oxford, in un saggio relativo a Scientology scrive: "Quando, nel maggio 1950, L. Ron Hubbard per la prima volta rese nota la presentazione di Dianetics, dalla quale Scientology in seguito si era sviluppata, non vi era alcun accenno al fatto che egli stesse presentando un modello di credo e pratica religiosa. Dianetics, una terapia di abreazione, non era presentata con un linguaggio fideistico. Non c'è alcun motivo per supporre che, a quel tempo, Hubbard avesse previsto che Dianetics sarebbe divenuta una dottrina ed una pratica religiosa, o che il suo seguito sarebbe arrivato a descriversi ed organizzarsi come Chiesa".
Nel libro di Dianetics è ricorrente l'affermazione per la quale le affermazioni in esso contenute sono supportate da studi e ricerche scientifiche, non è tuttavia dato conoscere quali siano questi studi e ricerche.
Le teorie esposte da Hubbard appaiono inoltre rielaborazioni di quanto già ipotizzato da Freud. Teorie che lo stesso Freud abbandonò perché prive di fondamento.
Il libro, salvo nei primi anni in cui apparve, non ebbe alcun seguito nella comunità scientifica e, a oggi, molti restano perplessi sulle affermazioni in esso contenute poiché cozzano vistosamente con le conoscenze mediche e scientifiche.
Hubbard ha ben presto rifiutato di avere rapporti con la comunità scientifica e non ha neppure tentato di pubblicare i suoi risultati in riviste riconosciute come scientifiche.
In Italia, la Corte di Cassazione, in una sentenza dell'8 ottobre 1997, relativamente al processo alla Chiesa di Scientology, in merito all'asserita scientificità ha scritto: "La pretesa di usare principi e tecniche proprie delle scienze esatte per finalità religiose, può essere criticata dalla scienza, ma non è estranea a diverse religioni".
La ricercatrice Raffaella Di Marzio così descrive il dogmatismo che caratterizza Dianetics:
La stessa Di Marzio aggiunge: "Anche se l'idea di Hubbard fosse geniale e la sua tecnica efficace, il fatto stesso di considerare la sua come l'unica buona idea, l'unica tecnica efficace e l'unica soluzione ai problemi dell'umanità inquadra l'intera visione di Hubbard (in Dianetics) in una prospettiva "totalitaria" e "assoluta" che ne inficia anche gli aspetti più validi".

### Libri dell'autore
- L. Ron Hubbard, Dianetics: The Modern Science of Mental Health, Hermitage House, Inc. New York, NY, 1950
- L. Ron Hubbard, Dianetica, Casini Editore, Roma, 1951
- L. Ron Hubbard, Dianetics: La forza del pensiero sul corpo, New Era Publications International ApS, 2007, ISBN 978-87-7687-135-2
- L. Ron Hubbard, Dianetics: La Tesi Originale, New Era Publications International ApS, 2007, ISBN 978-87-7687-102-4
- L. Ron Hubbard, Dianetics: Evoluzione di una Scienza, New Era Publications International ApS, 2007, ISBN 978-87-7687-119-2

### Libri altrui
- Che cos'è Scientology?, New Era Publications ApS, Copenaghen, 1998 ISBN 978-88-8591-765-1
- Mikael Rothstein, Scientology, scripture and sacred tradition in James R. Lewis, Olav Hammer (a cura di), The invention of sacred tradition, Cambridge University Press, 2007, p. 21, ISBN 978-0-521-86479-4.
- Gardner, Fads and Fallacies in the Name of Science;
- Bauer, Scientific Literacy and the Myth of the Scientific Method and Science Or Pseudoscience: Magnetic Healing, Psychic Phenomena, and Other Heterodoxies;
- Corsini et al., The Dictionary of Psychology.
- Ari Ben-Menahem (2009). "Demise of the Dogmatic Universe".
- Historical Encyclopedia of Natural and Mathematical Sciences. Springer Berlin Heidelberg. pp. 4301–4302. doi:10.1007/978-3-540-68832-7. ISBN 978-3-540-68831-0.
- The Skeptic's Dictionary: A Collection of Strange Beliefs, Amusing Deceptions, and Dangerous Delusions, New York: John Wiley & Sons, 2003, ISBN 0-471-27242-6.
- Il volto nudo del Messia, traduzione a cura di Martini, capitolo 11